# Acroriellus
Acroriellus (лат.) — род мелких жуков-долгоносиков из подсемейства Cyclominae (Listroderini). Эндемики Южной Америки (Колумбия, Перу, Эквадор). Длина 2,5—3,8 мм. Рострум среднего размера; опушение состоит из щетинок и чешуек; надкрылья с небольшими округлыми бугорками и серией из трёх бугорков на третьем интервале. 3-6-е сегменты жгутика усика шаровидные; переднеспинка без бугорков; надкрылья продолговато-овальные, не сросшиеся по межэтральному шву. Acroriellus близок к родам подтрибы Listroderina из трибы Listroderini и близок к родам Acrorius, Acrostomus, Antarctobius, Germainiellus, Hyperoides, Lamiarhinus, Listroderes, Methypora, Philippius, Rupanius, Trachodema.
Питаются предположительно (как и другие близкие группы) листьями (имаго) и корнями растений (личинки).

## Систематика
Род включает 6 видов.
- Acroriellus bobi Morrone and Ocampo, 1995
- Acroriellus carinatus Morrone and Ocampo, 1995
- Acroriellus similaris Morrone and Ocampo, 1995
- Acroriellus tuberculosus Morrone and Ocampo, 1995
- Acroriellus viridisquamosus Morrone and Ocampo, 1995
- Acroriellus vittetae Morrone and Ocampo, 1995